# Gundishapurakademin
Gundishapur-akademin (persiska:دانشگاه گنديشاپور, Dânešgâh Gondišâpur) var ett framstående lärosäte i staden Gundeshapur under senantiken, och Sasanidska imperiets intellektuella centrum. Vid akademin gavs undervisning i medicin, filosofi, teologi och naturvetenskap. Akademin var inte bara bevandrad i zoroastrisk och persisk tradition, utan även i grekisk och indisk lärdom.

## Historia
Den sasanidiske storkungen Shahpour I grundade staden Gundeshapur i sydvästra Iran år 256, efter sin erövring av Antiokia. Staden var ämnad som en placeringsort för romerska krigsfångar men blev inom kort dynastins vinterresidens och huvudstad i provinsen Khuzistan. Hans senare efterträdare, Shahpour II, är omtalad i pahlavilitteraturen för att han samlade "all världens vetande" från Iran, Grekland, Indien och Kina i Avesta. 
År 489 e.Kr. stängde den bysantinske kejsaren Zeno det främsta öst-syriska-nestorianska lärosätet inom teologi och naturvetenskap, som låg i Edessa, Mesopotamien. Lärosätet ombildades då, och blev Nisibisskolan,, och förlade sina sekulära fakulteter i den iranska staden Gundishapur, Khuzestan. Där företog persiska och syriska akademiker, tillsammans med hedniska lärda som förvisats från Aten av Justinianus I år 529, viktig forskning inom medicin, astronomi, och matematik.
Det var dock först under den sasanidiske storkungen Khosrau I (531-579), som kallades Anushiravan, "Odödliga själen", som Gundishapurakademin blev känd för sin medicinska vetenskap. Khosrau gav olika grekiska filosofer, syriska kristna, och nestorianer på flykt, asyl undan religiösa förföljelser i Bysantinska riket. Sasaniderna hade länge krigat mot romarna och bysantinerna om områdena som numera kallas Irak och Syrien, och såg flyktingarna som sina naturliga bundsförvanter.
Kungen gav flyktingarna i uppdrag att översätta grekiska och syriska texter till medelpersiska. De översatte diverse arbeten om medicin, astronomi, filosofi och användbara hantverk. Khosrau vände sig också mot öster, och skickade den berömde läkaren Borzouye för att bjuda in indiska och kinesiska lärde till Gundishapur. Dessa besökare översatte indiska texter i astronomi, astrologi, matematik och medicin, och kinesiska texter i örtmedicin och religion. Borzouye uppges själv ha översatt Pañcatantra från sanskrit till persiska med titeln Kalila u Dimna.

## Gundishapurs betydelse
Enligt Cyril Elgood i A Medical History of Persia, kom Gundishapurakademin att spela en avgörande roll för den medicinska vetenskapen: "i stor utsträckning, måste äran till hela sjukvårdssystemet tillskrivas Persien". Bortsett från att systematisera den medicinska behandlingen och kunskapen, gav de lärde också medicinsk undervisning; snarare än att handledas av en läkare, krävdes att medicinstudenterna arbetade på sjukhus under översikt av hela den medicinska fakulteten. 
George Ghevarghese Joseph, i hans Crest of the Peacock påtalar också att Gundishapurakademin spelade en avgörande roll i matematikens historia.
Akademin behöll sitt rykte i Iran långt in på medeltiden vilket framgår av Nizami Aruzis beskrivning av iranska lärde i furstespegeln Fyra skrifter (Chahār maqāle).

## Gundishapurakademin under muslimerna
Sasanidernas dynasti föll till de muslimska araberna år 638. Akademin överlevde denna politiska förändring, och fanns kvar under flera århundraden efter muslimernas erövring som ett institut för högre vetenskap. Det utkonkurrerades dock av ett lärosäte som abbasiderna grundade i deras huvudstad Bagdad. År 832 grundade kalifen al-Ma'mūn det berömda Baytu l-Hikma, Visdomens hus. Metoderna som använts vid Gundishapurakademin övertogs i högsta grad av Visdomens hus, emedan dess personal hade tagit examen där. Det förmodas att Visdomens hus lades ner under Al-Mutawakkil, Al-Ma'mūns efterträdare. Vid det laget hade dock det abbasidska kalifatets lärocentrum definitivt förflyttats till Bagdad, och av den anledningen finns få hänvisningar till Gundishapurakademin i samtida litteratur.
Lärosätets betydelse avtog gradvis. Enligt LeStranges kompendium över arabiska geografer (1905), beskrevs Gundishapur av 900-talsförfattaren Muqaddasi som förfallet.

## Kända läkare vid Gundishapurakademin
- Borzoye, övermedikus hos Khusraw I.
- Georgios Bakht Yishu, en nestoriansk, persisk kristen.
- Gabriel Bakht Yishu, en nestoriansk, persisk kristen.
- Masawaiyh, en nestoriansk, persisk kristen.
- Ahmad Tayyeb Sarakhsi, död 900.
- Sahl, Shapur ibn, en nestoriansk, persisk kristen. Skrev en av de första medicinska verken om antidoter, med titeln Aqrabadhin.

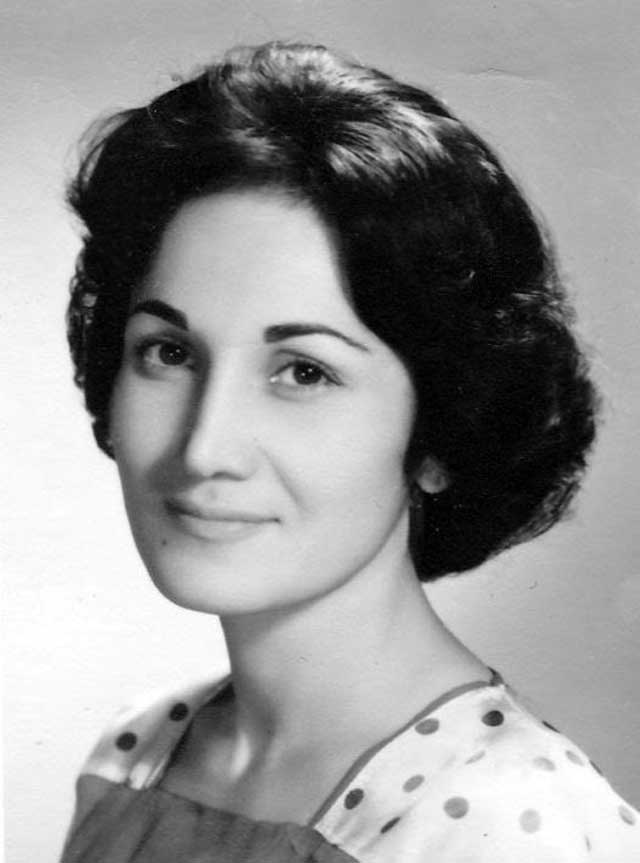
Dr. Talat Basari utsågs kort efter det moderna Gundeshapurs grundande till universitetets rektor.

- Nafi ibn al-Harith [7]

## Det moderna Gundishapur
Under Pahlavidynastin blev arvet från Gundishapur uppmärksammat, genom grundandet av Jondishapour University och dess tvillinginstitution Jondishapur University of Medical Sciences, belägna nära staden Ahvaz 1959. Jondishapur University bytte namn till Shahid Chamran University of Ahvaz 1981 till minnet av Mostafa Chamran. 
Den första kvinna som någonsin utsetts till rektor för ett universitet i Iran, Dr. Talat Basari, fick denna befattning vid detta universitet under mitten av 1960-talet, och 1968 utformades planerna till det moderna campuset av den berömde arkitekten Kamran Diba.
Antikens Gundishapur genomgår arkeologiska undersökningar, med utgrävningar som började på 2000-talet.